# Kosuge
Kosuge (小菅村 Kosuge-mura?) es una villa en la prefectura de Yamanashi, Japón, localizada en la parte central de la isla de Honshū, en la región de Chūbu. Tenía una población estimada de 677 habitantes el 1 de marzo de 2021 y una densidad de población de 13 personas por km².

## Geografía
Kosuge está localizada en la esquina montañosa del noreste de la prefectura de Yamanashi. Los bosques ocupan el 95% del área total de la aldea, con un 30% de bosque protegido de cuenca dentro del parque nacional Chichibu-Tama-Kai, que proporciona agua para la metrópoli de Tokio.

## Historia
Durante el período Edo toda la provincia de Kai era territorio bajo control directo del shogunato Tokugawa. Tras la reforma catastral de principios del período Meiji, el 1 de julio de 1889 se creó la villa de Kosuge en el distrito de Kitatsuru, Yamanashi. Las conversaciones para fusionarse con la ciudad vecina de Kōshū en 2008 se han archivado.

## Demografía
Según los datos del censo japonés, la población de Kosuge ha disminuido constantemente en los últimos 60 años.
| Gráfica de evolución demográfica de Kosuge entre 1940 y 2015 |
|                                                              |
| Oficina de Estadística de Japón                              |

## Economía
La economía de Kosuge se basa principalmente en la silvicultura y la agricultura.

## Educación
Kosuge tiene una escuela primaria pública y una escuela secundaria pública administrada por el gobierno de la aldea.
- Escuela secundaria Kosuge

## Transporte

### Ferrocarril
El pueblo no tiene servicio ferroviario de pasajeros. La estación de tren más cercana es la estación Oku-Tama en Okutama, Tokio.

### Autobús
Bus Nishi Tokyo (Oficina de Itsukaichi Garaje Hikawa).